# 三角洲三號運載火箭
三角洲三號運載火箭為波音公司所研製的不可重複使用火箭，於1998年8月26日進行首次發射，三次飛行中，前兩次 皆失敗，第三次才成功，酬載衛星只是模擬酬載。三角洲三號運載火箭能運載3800公斤（8400磅）的衛星至地球同步軌道，約為三角洲二號運載火箭酬載量的兩倍。   

## 歷史
於1990年代，酬載衛星的重量持續上升，三角洲二號運載火箭顯然無法發射未來更重的衛星，三角洲火箭相對上為較複雜的火箭，設計方向應能有彈性的調整酬載量和降低研發成本，而非降低單次發射費用。波音公司認為需要增加酬載容積，更具競爭力的價格及縮短整備時間才能維持現有市場。  
於1998年8月27日在卡納維爾角空軍基地的首次發射失敗起因於自三角洲二號運載火箭所修改的軟體在第一節飛行時無法導航，控制火箭的液體耗盡後，火箭失去控制亦被銷毀，星系（Galaxy）X衛星（休茲（Hughes）HS601 HP型）也墜入大西洋中。  
於1999年5月4日在卡納維爾角的第二次發射依舊失敗，是因第二節引擎的壓力不正常並導致破裂，在未到達預定軌道時就停止推進，獵戶座（Orion）3衛星（休茲 HS601型）則被送至無用的軌道。  
於2000年8月23日進行第三次發射，酬載衛星為DM-F3衛星，為一枚模擬HS601通訊衛星的酬載物，也放置了多個感應器以監測火箭異狀，最後軌稍微降低（由26，000公里降至20，600公里），但仍算成功。然而，各項綜合因素也結束了三角洲三號運載火箭的商業火箭市場，多數客戶對於連續兩次失敗沒有信心，三角洲四號運載火箭的出現也確定此次為三角洲三號運載火箭的最後一次發射。  

## 概述
三角洲三號運載火箭的第一節使用煤油及液態氧為燃料，三角洲二號運載火箭的第二節因較無效率也較複雜，所以被液態氧及液態氫為燃料的引擎取代，輔助火箭也明顯增大，更大的整流罩提高酬載空間，第一節燃料槽改良後能裝載更多燃料。
三角洲三號運載火箭第二節的普拉特&惠特尼（Pratt & Whitney）RL-10火箭引擎也被證實是高效能引擎，液態氫的燃料槽直徑達四公尺，外部覆有和太空梭外部燃料槽相同的絕緣泡棉，是由三菱重工製造。在早期的三角洲運載火箭中，第二節的液態氧燃料槽直徑皆為2.4公尺，並無改變。RL-10火箭引擎也是半人馬座火箭的末端節引擎，較新的RL-10B-2引擎有較長的噴嘴，燃料管圍繞在噴嘴上，在太空中能增加膨脹比率及增進效率，噴嘴由碳複合材料製成，是由法國的SEP公司製造。  
固態輔助火箭則是Alliant GEM-46s或GEM LDXL（Large Diameter Extended Length），長14.7公尺，直徑46吋，三角洲二號運載火箭的輔助火箭長13公尺，直徑40吋，六枚輔助火箭在發射台上點火，三枚則於空中點火，為了維持操縱穩定，其中三枚輔助火箭有導航噴嘴（vectoring nozzles）。
酬載艙的整流罩由複合材料製成，和直徑四公尺的第二節氫燃料槽相接合。  
為維持火箭適當的長度及避免高空中的橫向風造成導航問題，所以第一節縮短，早期的煤油燃料槽，和液態氧燃料槽一樣，都是2.4公尺直徑，而三角洲三號運載火箭則改成短胖的4公尺直徑燃料槽，此燃料槽也是三菱重工製造，發射架的高度亦隨燃料槽縮短而降低高度。  
三角洲三號運載火箭有四種設計由三角洲二號運載火箭改良而來，其代碼為三角洲8930。  

## 地球同步軌道酬載能力
三角洲三號運載火箭有良好的性能及合理的價格，且地球同步軌道酬載能力達三角洲二號運載火箭的兩倍，然而，連續前兩次發射皆失敗，而且更先進的三角洲四號運載火箭及海上發射（Sea Launch）火箭相繼成功，三角洲三號運載火箭必定為過渡時期的運載火箭，而三角洲三號運載火箭的相關科技及結構都為三角洲四號運載火箭立下了基礎。

## 外部連結
- 波音三角洲三號運載火箭首頁
- 三角洲系列運載火箭發射紀錄（页面存档备份，存于）
- 太空航班頁面（2000年8月21日）（页面存档备份，存于）